# Astragalus laceratus
Astragalus laceratus är en ärtväxtart som beskrevs av Vladimir Ippolitovich Lipsky. Astragalus laceratus ingår i släktet vedlar, och familjen ärtväxter. Inga underarter finns listade i Catalogue of Life.